# گلیکول‌آلدئید
گلیکول‌آلدئید (به انگلیسی: Glycolaldehyde) با فرمول شیمیایی C۲H۴O۲ یک آلدوز  با شناسه پاب‌کم ۷۵۶ است؛ که جرم مولی آن ۶۰٫۰۵۲ g/mol می‌باشد.